# Новокурмашево
Новокурмашево (баш. Яңы Ҡормаш) — село в Кушнаренковском районе Республики Башкортостан Российской Федерации. Входит в состав Старокурмашевского сельсовета.

## География

### Географическое положение
Расстояние до:
- районного центра (Кушнаренково): 18 км,
- центра сельсовета (Старокурмашево): 12 км,
- ближайшей ж/д станции (Уфа): 76 км.

## Население
| 2002 | 2009 | 2010 |
| ---- | ---- | ---- |
| 204  | ↗223 | ↘201 |

### Национальный состав
Согласно переписи 2002 года, преобладающая национальность — татары (75 %).

## Религия
Ислам 
- Мечеть

## Известные уроженцы
- Сабиров, Мухаммат Галлямович (1932—2015) — советский и российский государственный деятель.